# Crespellano

Crespellano (Crasplàn en dialecte bolonais) est une commune italienne de la ville métropolitaine de Bologne, dans la région Émilie-Romagne. Le 1er janvier 2014, elle est intégrée à la commune de Valsamoggia à la suite du regroupement des communes  de Bazzano, siège communal, Castello di Serravalle, Crespellano, Monteveglio et Savigno.

## Géographie
la commune de Crespellano est située dans une zone vallonnée de  la plaine du Pô à 64 mètres d’altitude, au sud de l’axe routier Bologne-Modène. Sur la route nationale SS596 qui, de Bologne (10 km), rejoint la SS563 à Vignola en passant par Bazzano. La SP27 descend du nord et relie la commune à la via Emilia au hameau de  Ponte Samogglia, enjambe l’autoroute A1 entre les hameaux de Calcara et Muffa. La rivière Samoggia, affluent du Reno (fleuve) traverse la commune, à l’ouest de la cité.

La ligne de chemin de fer Bologne-Vignola, qui longe la route SS596, dessert la commune.

Grandes villes voisines : 
- Bologne 10 km
- Modène 15 km
- Milan 186 km
- Florence 83 km

## Histoire
Le territoire de Crespellano fut habité depuis la préhistoire d’après les fouilles archéologiques (XVIIe siècle à aujourd’hui) témoignant de la présence d’établissement dits de terramare (âge du bronze). La zone fut ensuite occupée par les Boïens, pour finir sous la sphère d’influence des Romains, dont on doit l’origine du nom de la commune Fundum Crispinianum.

Outre la via Emilia, le témoignage encore bien visible aujourd’hui de la civilisation romaine, reste la gestion et le partage des terres par la centuriation, organisée autour d’un camp militaire ou castrum.

En l’an 800, Crespellano fut donné à l’abbaye de Nonantola par Orso Guerriero, un feudataire de Charlemagne. Don qui permit au territoire de Crespellano d’être assaini par les moines bénédictins qui transformèrent cette zone marécageuse en terrains fertiles et cultivés.

Cette bonification des terres et les résultats agricoles obtenus, déclencha la convoitise et les hostilités entre les grandes familles nobles de la région de Bologne et de Modène, pour finir entre les mains de Mathilde de Canossa et passer ensuite sous la ville de Bologne.
 
Comme les autres territoires bolonais, la commune fut sujet de l’État pontifical jusqu’à l’arrivée des troupes napoléoniennes qui remplacèrent les vieilles institutions par de nouvelles plus en adéquation avec les temps modernes.

## Monuments et lieux d’intérêt
- le Palazzo Garagnani : ancienne résidence de la famille Bentivoglio, chassée en 1512, pour devenir la propriété des Grassi, puis rachetée en 1813 par la famille Garagnani. Aujourd’hui, une partie du palazzo, achetée par l’administration communale, est transformée en centre culturel  et siège de la bibliothèque municipale.
- le Parco del Taglio, parc naturel dans le hameau de Calcara, avec la présence de villas anciennes

## Économie
La fertilité des terres permet à la cité de Crespellano d’être entourée de cultures orientée vers les céréales et les fruits. Le voisinage de Bologne et les différentes voies de communications, permettent également le développement de petites et moyennes industries orientées vers la mécanique, le mobilier et l’agro-alimentaire (transformation et logistique).

## Administration
| Période                                  | Période  | Identité       | Étiquette     | Qualité |
| ---------------------------------------- | -------- | -------------- | ------------- | ------- |
| 08/06/2009                               | En cours | Alfredo Parini | Centre gauche |         |
| Les données manquantes sont à compléter. |          |                |               |         |

### Hameaux
Calcara, Muffa, Ponte Samoggia, Pragatto

### Communes limitrophes
Anzola dell'Emilia (7 km), Bazzano (4 km), Castelfranco Emilia (11 km), Monte San Pietro (8 km), Monteveglio (5 km), Zola Predosa (7 km)

## Population

### Évolution de la population en janvier de chaque année
| 1861  | 1901  | 1921  | 1951  | 1961  | 1971  | 1981  | 1991  | 2001  |
| ----- | ----- | ----- | ----- | ----- | ----- | ----- | ----- | ----- |
| 4 524 | 5 253 | 6 030 | 6 115 | 5 517 | 5 975 | 6 570 | 7 149 | 7 787 |

| 2011   | - | - | - | - | - | - | - | - |
| ------ | - | - | - | - | - | - | - | - |
| 10 117 | - | - | - | - | - | - | - | - |

### Ethnies et minorités étrangères
Selon les données de l’Institut national de statistique (ISTAT) au 1er janvier 2011 la population étrangère résidente et déclarée était de 1 064 personnes, soit 10,7 % de la population résidente.
Les nationalités majoritairement représentatives étaient :
| Pos. | Pays     | Population |
| ---- | -------- | ---------- |
| 1    | Roumanie | 300        |
| 2    | Maroc    | 221        |
| 3    | Albanie  | 123        |
| 3    | Tunisie  | 70         |
| 5    | Ukraine  | 44         |

## Personnalités liées à Crespellano
- [Gabriella Degli Esposti, partisane
- Marco Ballotta, footballeur
- Luigi Ferri, juriste